# Dret de legació
El dret de legació és el que tenen els estats per a enviar i rebre agents diplomàtics. Es considera dret de legació actiu la facultat que té un estat sobirà per a enviar una missió diplomàtica, i dret de legació passiu la facultat de rebre-la. No existeix obligació d'exercir el dret de legació. Alguns autors consideren al dret de legació com un dels atributs de la sobirania.